# Жордан Ботака
Жордан Ботака (фр. Jordan Botaka, нар. 24 червня 1993, Кіншаса) — конголезький футболіст, нападник бельгійського «Гента» та національної збірної Демократичної Республіки Конго. На умовах оренди грає за «Шарлеруа».

## Клубна кар'єра

### Ранні роки
Жордан народився 24 червня 1993 року у столиці Заїра – місті Кіншаса. Однак у країні з огляду на масовий геноцид у сусідній Руанді почалася громадянська війна, і його батьки прийняли рішення емігрувати до Європи. Вони знайшли свій притулок спочатку в Нідерландах, а потім влаштувалися в бельгійському Антверпені. За час свого дитинства Ботака встиг змінити кілька академій різних бельгійських клубів, але закінчував своє футбольне навчання він в «Брюгге». У січні 2012 року саме з цим клубом він підписав свій перший професійний контракт», незважаючи на інтерес з боку «Ньюкасла», «Лілля», КПР і «Блекберна».
За бельгійців Ботака так жодного разу і не зіграв. Майже рік він тренувався з резервом команди, а в грудні 2012 повинен був відправитися в оренду в клуб «Сент-Трюйден» для отримання ігрової практики. Проте клуби не змогли домовитися про умови переходу і Ботака залишився в Брюгге. Через місяць він нарешті зумів покинути клуб і відправився в оренду в португальський «Белененсеш». У разі успішної гри за клуб Ботака міг бути викуплений португальцями, однак з'ясувалося, що юристи «Брюгге» помилились з укладенням договору і хавбек не мав права виступати в офіційних матчах за «Белененсеш». Після закінчення терміну оренди, так і не зігравши жодної зустрічі, конголезець повернувся до Бельгії і через кілька днів розірвав контракт з клубом».

### «Ексельсіор»
Новою командою Ботака став голландський «Ексельсіор» (Роттердам), який виступав у другому дивізіоні країни. Після нетривалого перегляду Джордан сподобався керівництву клубу і ті запропонували йому контракт за схемою 1+1. У сезоні 2013/14 Ботака відразу місце в основі, записавши в свій актив 42 матчі, 10 забитих м'ячів і 4 гольові передачі. Футболіст став одним з найкращих бомбардирів команди і допоміг роттердамцям піднятися в Ередивізі. Перехід на новий рівень дався клубу непросто. Перед сезоном 2014/15 «Ексельсіор» розпрощався з багатьма своїми лідерами і був приречений на боротьбу за виживання. У підсумку клуб фінішував на рятівному 15-му місці, а Ботака зумів записати в свій актив 9 (2+7) балів за системою «гол+пас».

### Виступи в Англії
Влітку 2015 року з'явилися чутки про інтерес до гравця з боку швейцарського «Сьйона», проте футболіст відправився в англійський Чемпіоншип. 1 вересня 2015 року було оголошено про перехід Ботака в «Лідс Юнайтед». Контракт з гравцем був підписаний на два сезони з опцією продовження на такий же термін, а сума трансферу склала трохи більше 1 мільйона євро. 27 вересня 2015 року Ботака дебютував за «павичів» у матчі проти «Мідлсбро».
Зігравши за сезон лише 13 матчів в чемпіонаті, 11 серпня 2016 року Жордан на правах оренди перейшов у «Чарльтон Атлетик». Протягом наступного сезону відіграв за цю команду з Лондона 26 матчів в національному чемпіонаті, забивши 2 голи.

### Повернення до Бельгії
Влітку 2017 року залишив «Лідс Юнайтед» і, успішно пройшовши оглядини, приєднався на правах вільного агента до бельгійського «Сінт-Трейдена». У цій команді провів наступні три сезони, протягом яких взяв участь у 84 іграх бельгійської першості, забивши 11 голів.
У липні 2020 року перейшов до «Гента», де мав скласти конкуренцію Романові Яремчуку за місце основного центрального нападника команди.
Утім вже на початку 2021 року був відданий в оренду до «Шарлеруа».

## Виступи за збірну
У 2012 році Ботака зіграв кілька матчів за юнацьку збірну Нідерландів (до 19 років), а через кілька років отримав офіційну пропозицію зіграти за збірну своєї батьківщини – Демократичну Республіку Конго. 28 березня 2015 року Джордан дебютував за ДР Конго в товариському матчі проти Ірану. 9 червня цього ж року півзахисник забив свій перший гол за національну команду, принісши збірній важливу нічию в матчі з Камеруном (1:1).
У складі збірної був учасником Кубка африканських націй 2017 року у Габоні.
Наразі провів у формі головної команди країни 24 матчі, забивши 4 голи.